# Shinobu Sekine
Shinobu Sekine –en japonés, 関根 忍, Sekine Shinobu– (Ōarai, 20 de septiembre de 1943-Tokio, 18 de diciembre de 2018) fue un deportista japonés que compitió en judo.
Participó en los Juegos Olímpicos de Múnich 1972, obteniendo una medalla de oro en la categoría de –80 kg. Ganó una medalla en el Campeonato Mundial de Judo de 1971, y dos medallas en el Campeonato Asiático de Judo de 1966.

## Palmarés internacional
| Juegos Olímpicos    | Juegos Olímpicos   | Juegos Olímpicos  | Juegos Olímpicos |
| Año                 | Lugar              | Medalla           | Categoría        |
| ------------------- | ------------------ | ----------------- | ---------------- |
| 1972                | Múnich (RFA)       | Medalla de oro    | –80 kg           |
| Campeonato Mundial  |                    |                   |                  |
| Año                 | Lugar              | Medalla           | Categoría        |
| 1971                | Ludwigshafen (RFA) | Medalla de bronce | Abierta          |
| Campeonato Asiático |                    |                   |                  |
| Año                 | Lugar              | Medalla           | Categoría        |
| 1966                | Manila (Filipinas) | Medalla de oro    | –80 kg           |
| 1966                | Manila (Filipinas) | Medalla de bronce | Abierta          |